# Овес (род)
Овес (Avena) е род едногодишни и многогодишни тревисти растения от семейство Житни. Включва около 70 вида, от които в България растат 4 вида.
Таксонът е описан за пръв път от Карл Линей през 1753 година. Таксономичният му тип е обикновен овес.
Няколко вида овес се отглеждат като зърнено-житни култури, като около 90 % от световното производство на овесено зърно е от вида посевен (обикновен) овес (Avena sativa). Други култивирани видове са византийският овес (Avena byzantina) и пясъчният овес (Avena strigosa). Дивият овес (Avena fatua) и лудовиковият овес (Avena ludoviciana) са опасни плевели. Други разпространени видове са брадатият овес (Avena barbata), растящ често край пътищата, посевите и скалистите места, и клаудовият овес (Avena clauda), срещан по варовитите хълмове (в България в Родопите).

## Видове
- Avena abyssinica
- Avena adzharica
- Avena aemulans
- Avena aenea
- Avena agadiriana
- Avena agraria
- Avena agropyroides
- Avena alba
- Avena albinervis
- Avena altior
- Avena amethystina
- Avena andropogonoides
- Avena antarctica
- Avena argentea
- Avena aristidoides
- Avena aspera
- Avena atherantha
- Avena atlantica
- Avena atropurpurea
- Avena barbata – Брадат овес
- Avena bipartita
- Avena blaui
- Avena bornmuelleri
- Avena brevis
- Avena bromoides
- Avena brownii
- Avena bruhnsiana
- Avena bulbosa
- Avena byzantina
- Avena callosa
- Avena canariensis
- Avena carpatica
- Avena chinensis
- Avena ciliaris
- Avena clarkei
- Avena clauda – Клаудов овес
- Avena colorata
- Avena compacta
- Avena compressa
- Avena crassifolia
- Avena damascena
- Avena decora
- Avena desertorum
- Avena deusta
- Avena deyeuxioides
- Avena dubia
- Avena elatior
- Avena elephantina
- Avena eriantha – Добруджански овес
- Avena fatua – Див овес
- Avena filiformis
- Avena flavescens
- Avena forskalii
- Avena fragilis
- Avena glabrata
- Avena glacialis
- Avena gracilis
- Avena hackelii
- Avena hideoi
- Avena hirsuta
- Avena hirtula
- Avena hispanica
- Avena hookeri
- Avena hybrida
- Avena insularis
- Avena involucrata
- Avena junghuhnii
- Avena laevigata
- Avena lanata
- Avena leonina
- Avena letourneuxii
- Avena levis
- Avena loeflingiana
- Avena longa
- Avena longifolia
- Avena longiglumis
- Avena ludoviciana – Лудовиков овес
- Avena lusitanica
- Avena macra
- Avena macrocalycina
- Avena macrocalyx
- Avena macrostachya
- Avena magna
- Avena mandoniana
- Avena marginata
- Avena maroccana
- Avena matritensis
- Avena maxima
- Avena meridionalis
- Avena micans
- Avena micrantha
- Avena mirandana
- Avena mongolica
- Avena montana
- Avena mortoniana
- Avena murphyi
- Avena neumayeriana
- Avena newtonii
- Avena nitida
- Avena notarisii
- Avena nuda
- Avena nudibrevis
- Avena occidentalis
- Avena oligostachya
- Avena orientalis
- Avena pallens
- Avena pallida
- Avena panicea
- Avena parviflora
- Avena pensylvanica
- Avena persica
- Avena phleoides
- Avena pilosa
- Avena planiculmis
- Avena praecox
- Avena pratensis
- Avena preslii
- Avena prostrata
- Avena pubescens
- Avena pumila
- Avena purpurea
- Avena quadriseta
- Avena quinqueseta
- Avena redolens
- Avena requienii
- Avena rigida
- Avena sarracenorum
- Avena sativa – Обикновен овес
- Avena saxatilis
- Avena scabriuscula
- Avena scabrivalvis
- Avena schelliana
- Avena sedenensis
- Avena sempervirens
- Avena sesquitertia
- Avena sibirica
- Avena smithii
- Avena spicata
- Avena sterilis
- Avena strigosa
- Avena sulcata
- Avena tenera
- Avena tibetica
- Avena trabutiana
- Avena transiens
- Avena trichophylla
- Avena triseta
- Avena tuberosa
- Avena turgidula
- Avena vaviloviana
- Avena ventricosa
- Avena versicolor
- Avena viridis
- Avena volgensis
- Avena wiestii